# Pucará (fortificació)

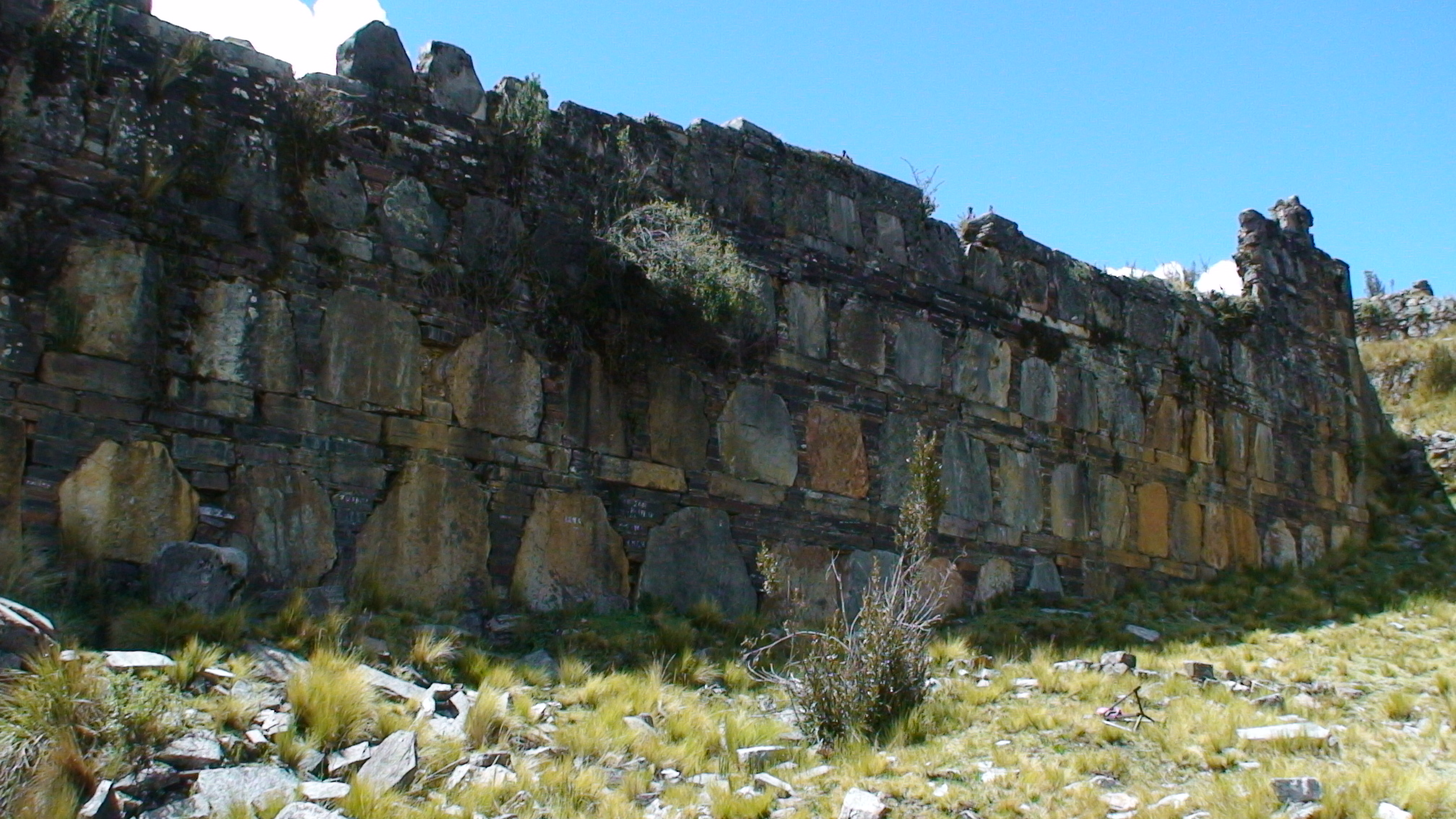
Muralles de la fortalesa de Yaino

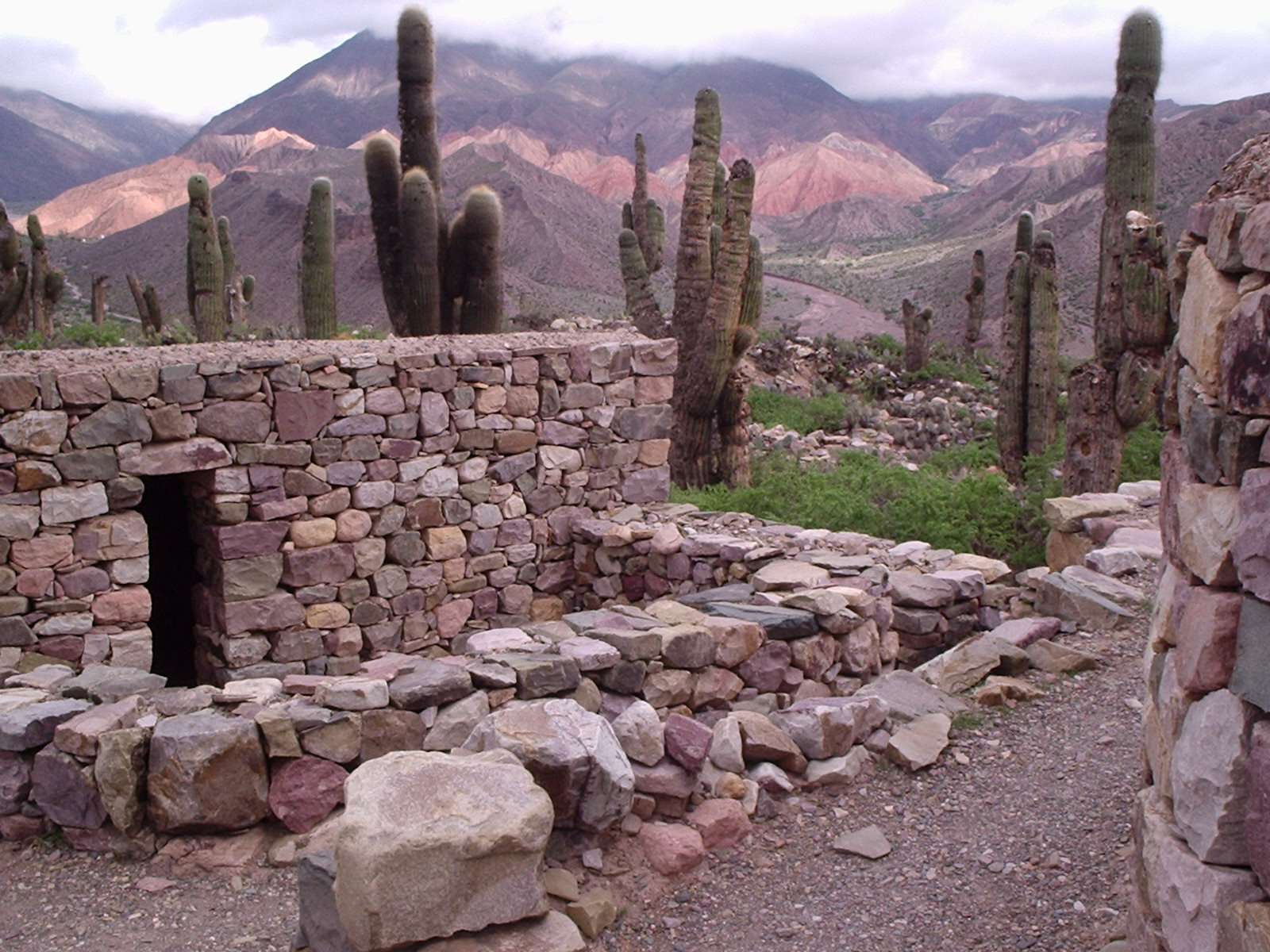
Pucará de Tilcara, Argentina

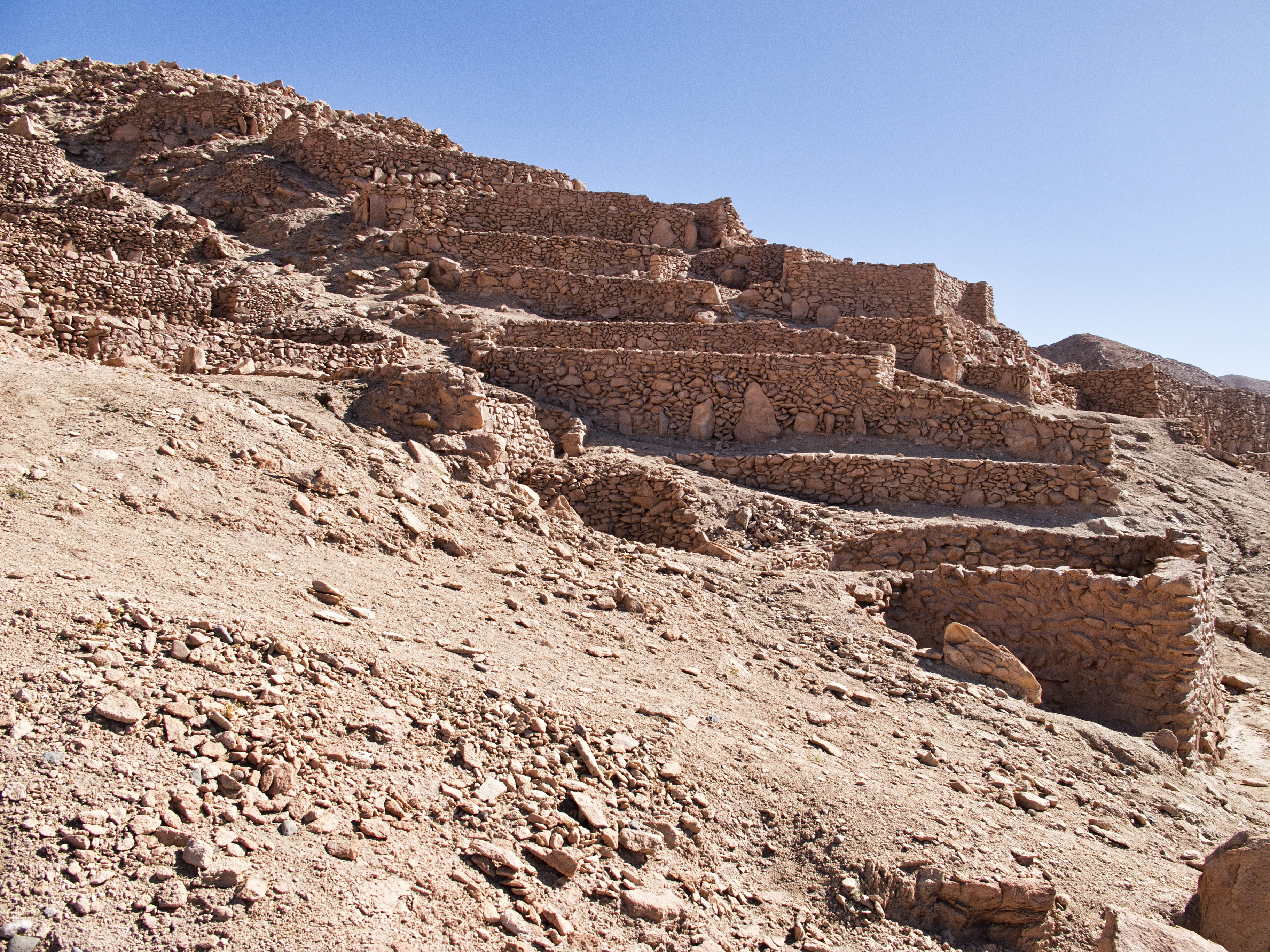
Pucará de Quitor, Xile

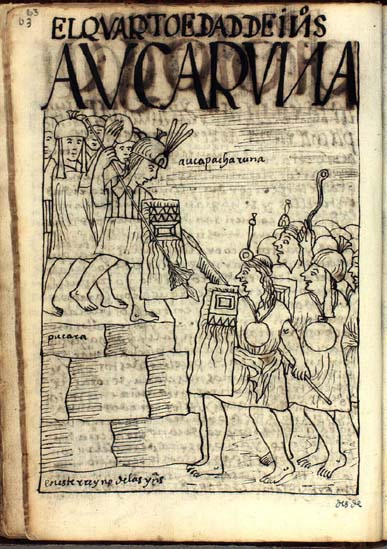
Setge d'un pucará segons Felipe Guamán Poma

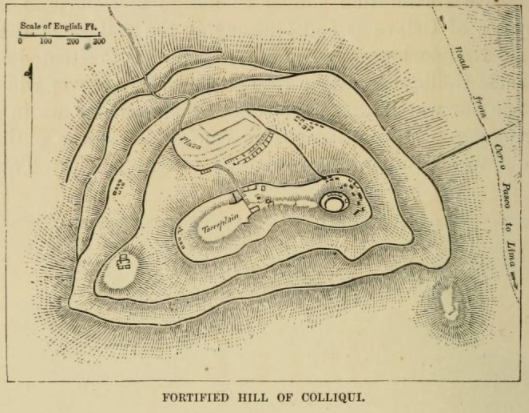
Plànol de la fortalesa de Collique

Pucará, o pukara, és un terme d'origen quítxua que al·ludeix a una fortificació realitzada pels aborígens de les cultures andines centrals, des de l'actual Equador fins a la Vall central xilena i el nord-oest argentí, tot i que també alguns investigadors en remarquen l'ambigüitat del terme, «perquè s'utilitza per a denominar tant fortaleses, poblats fortificats, assentaments naturals inexpugnables o llocs estratègics que controlen recursos o vies de circulació».

## Pucarás

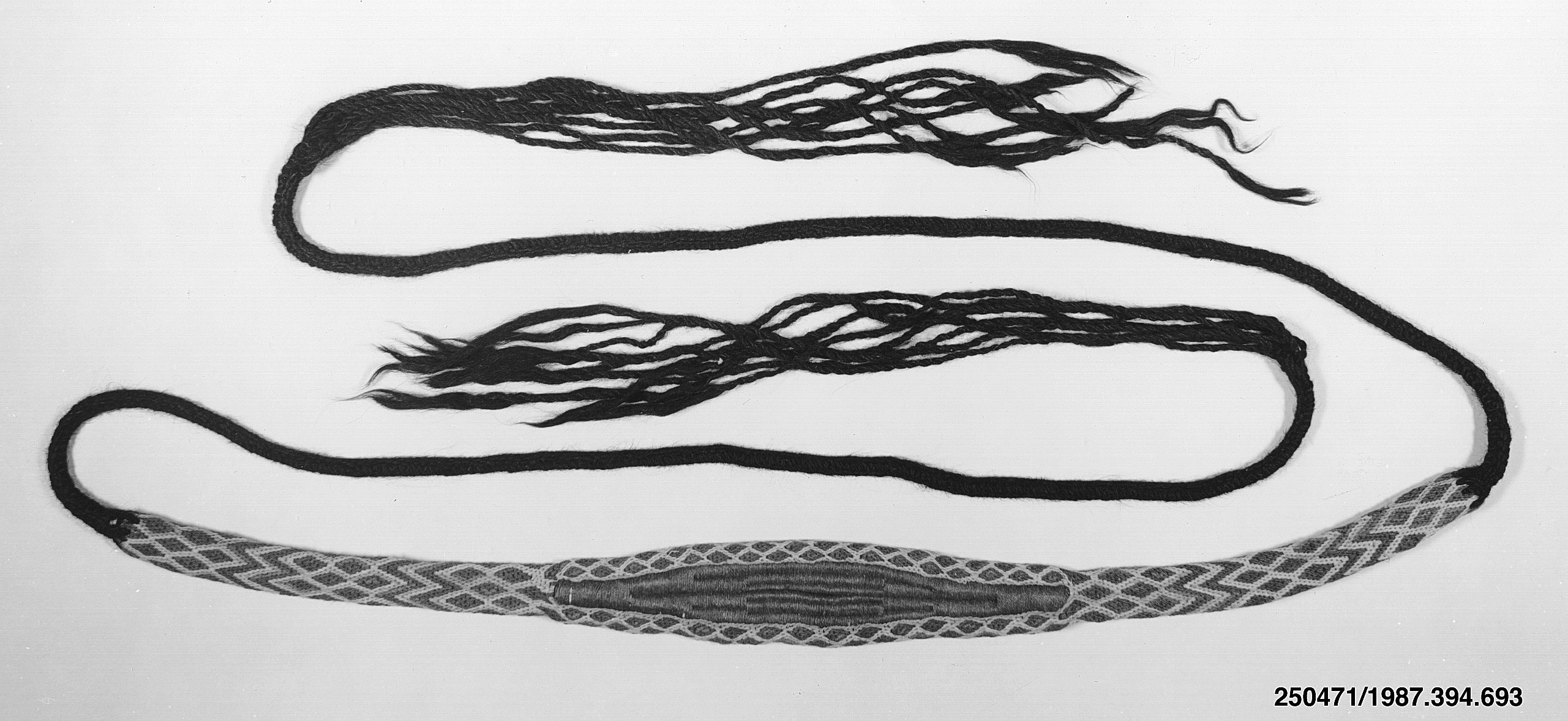
La fona era l'arma de llarg abast estàndard entre les civilitzacions andines. En els pucarás, eren emprades des de zones de tir reforçades amb parapets i proveïdes amb projectils

### l'Argentina
- Pucará de Tilcara, fortalesa omaguaca i posterior llacta (poble) inca situat al Congost d'Humahuaca.
- Pucará de Titiconte, a prop d'Iruya, província de Salta.
- Pucará d'Aconquija, a Catamarca, prop del límit sud-oest de Tucumán.
- Pucará de La Alumbrera, proper a Antofagasta de la Serra en la puna de Catamarca.
- Quilmes, situat a les Valls Calchaquíes, a Tucumán.
- Hualco, a Schaqui, província de La Rioja (Argentina).
- Pucará de Motimo, a prop de la ciutat de Sant Isidre, a Catamarca.
- Pucará d'Angastaco, en la confluència dels rius Calchaquí i Angastaco, a Salta.
- Fort Tacuil, usat pels diaguites durant les guerres calchaquies.
- El Calvari de Fort Quemado, fort inca al Departament de Santa Maria de Catamarca.
- Tamberias de l'Inca, llacta fortificada inca situada a prop a Chilecito.
- Pucará del Pie del Peñón de la Huerta, als voltants de La Huerta, Congost d'Humahuaca.
- Porta de Zenta, fort inca que defensava l'entrada a Humahuaca.
- Pucará de Volcán, fortalesa omaguaca reocupada per l'Imperi inca.
- Pucará de Yacoraite, fort situat a prop a Yacoraite.
- Pucará d'Hornillos, fort situat a prop a Maimará.
- Cucho d'Ocloyas, fortí inca en les iunga de Jujuy.
- Pucará Morado, fort probablement inca situat al nord d'Humahuaca.

### Bolívia
- Fort de Samaipata, edificació preinca, utilitzada pels inques, situada a pocs quilòmetres del poble de Samaipata, en la província de Florida, departament de Santa Cruz.
- El Saire, jaciment arqueològic de Tarija, de possible origen preinca i de probable ús posterior dels inques.
- Cuscotuyo, llacta fortificada inca construïda a la zona fronterera contra els guaranís.
- Pucará de Pasorapa, fortalesa inca situada a prop a Pasorapa.
- Ixiamas, d'origen preinca, fortalesa que va fer de baluard inca en la seua incursió per la selva.
- Las Piedras, de possible origen preinca, fort utilitzat pels inques, marca incursions cap a l'est de la selva.
- Pucará Comisario, fort caranga situat a prop de Nevado Sajama.

### Xile
- Pucará de Betlem, situat a Betlem, a la regió d'Arica i Parinacota.
- Pucará de Saxamar, situat a Saxamar, a la regió d'Arica i Parinacota.
- Pucará de Copaquilla, situat a la comuna de Putre, a la regió d'Arica i Parinacota.
- Pucará de San Lorenzo, situat a la comuna d'Arica, a la regió d'Arica i Parinacota.
- Pucará de Quitor, situat a la comuna de San Pedro de Atacama, regió d'Antofagasta.
- Pucará de Lasana, situat al poble de Lasana, a la regió d'Antofagasta.
- Pucará de Turi, situat a la localitat de Turi, s la regió d'Antofagasta.
- Pucará de Punta Brava, situat a la comuna de Tierra Amarilla, a la regió d'Atacama.
- Pucará del cerro Mauco, a la riba nord del riu Aconcagua, a la regió de Valparaíso.
- Fortalesa inca de Chena, a la rodalia del pujol Chena, a Santiago.
- Pucará de La Compañía, situat a la comuna de Graneros, a la regió d'O'Higgins.
- Pucará del cerro La Muralla, situat a la comuna de San Vicente de Tagua, a la regió d'O'Higgins.
- Pucará de Vilama, a prop a San Pedro de Atacama.
- Pucará El Tártaro, a la vall de l'Aconcagua.

### Equador
- Pucará de Rumicucho, fort inca situat a la parròquia de San Antonio de Pichincha.
- Pucará de Quitoloma, fortalesa inca propera al poble del Quinche, província de Pichincha. És la fortificació millor coneguda del conjunt Pambamarca.
- Churopucará Grande, fortalesa inca a la serra de Cotopaxi.
- Pucará d'Achupallas, fortalesa inca a prop del conjunt Pambamarca.

### Perú
- Puca Pucara, fort cerimonial situat a prop del Cusco.
- Fortalesa d'Acaray, a la vall de Huaura.
- Paramonga, fortalesa chimor i posterior llacta inca a la vall de Fortalesa.
- Tunanmarca, fortalesa huanca a la Vall del Mantaro.
- Pañamarca, fortalesa mochica al sud fronterer de Nepeña.
- Fortalesa de Yaino, fortalesa recuay situada en les altures de Pomabamba.
- Mama-Huallaringa, fort erigit per poblacions costaneres a la vall del Rímac.
- Saltur, fortalesa chimor a la vall del Lambayeque.
- Cerro Guitarra, enorme fortalesa situada a prop de Motupe.
- San Idelfonso, una de les majors fortaleses mochiques en fase final.
- Cerro Chepén, baluard cajamarca en la seua expansió cap a Moche.
- Tantarica, fortalesa chimor a la frontera amb els pobles de Cajamarca.
- Chanquillo, temple fortificat amb muralles concèntriques i torrasses.
- Kiske, fortí situat en un vessant rocós a Nepeña.
- Cerro Bitín, fortalesa situada a l'entrada de la vall de Virú.
- Huaca Choloque, fort wari-mochica.
- Cerro Arena, fortalesa chimor situada en una pampa als afores de Chaparrí.
- Jotoro, fortalesa chimor que dominava la vall de Motupe.
- Fortalesa d'Ancón, fortalesa sobre un turó arenós a Ancón.
- Huancarpon, fortalesa recuay situada a la Vall de Nepeña.
- Fortalesa de Collique, fortalesa i capital colli.
- Cerro Lurigancho, fort de l'època formativa andina, a San Juan de Lurigancho.
- Cuncachuco, fort del període formatiu andí a la vall del Rímac que continuà habitat fins a l'època inca.
- Ungará, fortalesa i presumpta capital huarca situada a la vall de Cañete.
- Tajahuana, extensa fortalesa i presumpta capital paracas.
- Pucarumi, fortalesa de l'Altiplà andí a prop de Nicasio.
- Fortalesa de Trinchera, a prop de Patambuco.
- Mata Castillo, fortí a Ancash.
- Amato, fort de l'Intermedi Primerenc a la vall d'Acarí.
- Osconta, llacta fortificada inca situada a Lucanas.
- Quirihuac, fort chimor a la vall de Moche.
- Cerro Cumbray, fort chimor a prop a Simbal.
- Cerro Colorado, fort situat a l'entrada de la vall de Huaura.
- Fortalesa de Huambacho, fort situat a l'entrada de la Vall de Nepeña.